# Club Atlético San Cristóbal (República Dominicana)
|  | No s'ha de confondre amb Club Atlético San Cristóbal. |

El Club Atlético San Cristóbal, és un club dominicà de futbol de la ciutat de San Cristóbal (República Dominicana). Fundat el 2015, és el club continuador del San Cristóbal FC.